# Waxweiler
Waxweiler település Németországban, Rajna-vidék-Pfalz tartományban. Lakosainak száma 1102 fő (2023. december 31.).

## Népesség
A település népességének változása:
| Lakosok száma | 1088 | 1101 | 1122 | 1117 | 1100 | 1102 |
|               | 1975 | 2017 | 2019 | 2021 | 2022 | 2023 |